# Matthew « Mdot » Finley
 (février 2011).
Si vous disposez d'ouvrages ou d'articles de référence ou si vous connaissez des sites web de qualité traitant du thème abordé ici, merci de compléter l'article en donnant les références utiles à sa vérifiabilité et en les liant à la section « Notes et références ».
Matthew Finley (né le 12 juillet 1987), également connu sous le nom de « Mdot » et cité comme Matthew « Mdot » Finley, est un artiste américain de R&B, compositeur, danseur, musicien, acteur et producteur de disques. Il a récemment joué le rôle de Luke Williams dans le film de Disney Channel Original, Camp Rock 2, la suite de Camp Rock. Le film a été distribué le 3 septembre 2010. Il travaille actuellement sur son premier album solo.

## Discographie
| Année | Titre                                            | Album                    |
| ----- | ------------------------------------------------ | ------------------------ |
| 2010  | Fire                                             | Camp Rock 2 (soundtrack) |
| 2010  | Walkin' In My Shoes (feat. Meaghan Jette Martin) | Camp Rock 2 (soundtrack) |
| 2010  | Tear It Down (feat. Meaghan Jette Martin)        | Camp Rock 2 (soundtrack) |
| 2010  | It's On avec les acteurs de Camp Rock 2          | Camp Rock 2 (soundtrack) |
| 2010  | Nice To Meet You                                 | Singles                  |
| 2010  | Back                                             | Singles                  |
| 2010  | Priority                                         | Singles                  |
| 2009  | Swagg                                            | Singles                  |
| 2009  | A Million                                        | Singles                  |

## Filmographie
- 2010 : Camp Rock 2: The Final Jam : Luke Williams
- 2004 : Soul of a Juggernaut : Nathan

## Distinctions
- 2007 Urban Threshold Music Awards : « Best R&B Male »[1]